# Bataille de Pinkie Cleugh
Rough Wooing
Batailles
Édimbourg (1544) - Ancrum Moor (1545) - Pinkie Cleugh (1547) - Broughty (1547-1550) - Haddington (1548-1549) - Ambleteuse (1549)
La bataille de Pinkie Cleugh se déroula le 10 septembre 1547 sur les rives de la rivière Esk (en), à proximité de Musselburgh, en Écosse, et fait partie de la guerre dite du rough wooing. Il s'agit de la dernière bataille entre les armées royales écossaise et anglaise, et de la première bataille « moderne » à se dérouler dans les Îles Britanniques, faisant preuve d'une coopération active entre les forces d'infanterie, d'artillerie, et de cavalerie. Ce fut une défaite catastrophique pour les Écossais en raison de l'utilisation par les Anglais de l'artillerie navale, pour la première fois dans une bataille terrestre en Grande-Bretagne. En Écosse, cet épisode est connu sous le nom de Black Saturday (« samedi noir »).

## Contexte
Avec la mort de Jacques V d'Écosse, le trône d'Écosse résidait entièrement en la jeune Marie Ire d'Écosse. Ceci constituait une occasion unique pour le roi Henri VIII d'Angleterre de réunir les royaumes d'Angleterre et d'Écosse en mariant Marie à son fils Édouard. Cependant, les approches diplomatiques échouèrent : en décembre 1543, le parlement écossais rejeta le traité de mariage dit de Greenwich, et renouvela son alliance avec la France. Henri entame alors une politique guerrière pour pousser l'Écosse à accepter le mariage, qui est connue de nos jours sous le nom de « rough wooing » et consiste en de brèves incursions au-delà de la frontière. Avec la mort d'Henri le 28 janvier 1547, son fils Édouard est trop jeune pour régner, et c'est donc Edward Seymour dit Somerset qui devint régent d'Angleterre. Le rough wooing reprend avec encore plus de violence sous la régence de Somerset et, au début de septembre 1547, il mène son armée en Écosse, bénéficiant d'un bon équipement et d'une flotte importante.

## Déroulement

### Forces en présence

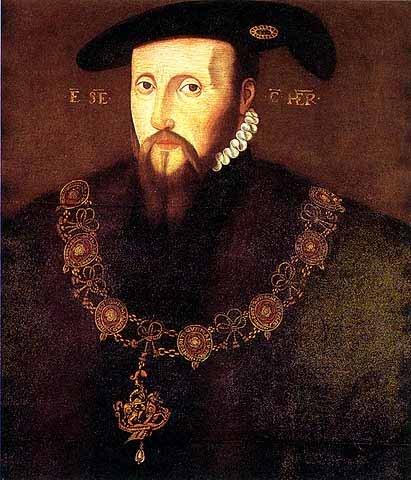
Seymour, duc de Somerset et protecteur de la Couronne d'Angleterre.

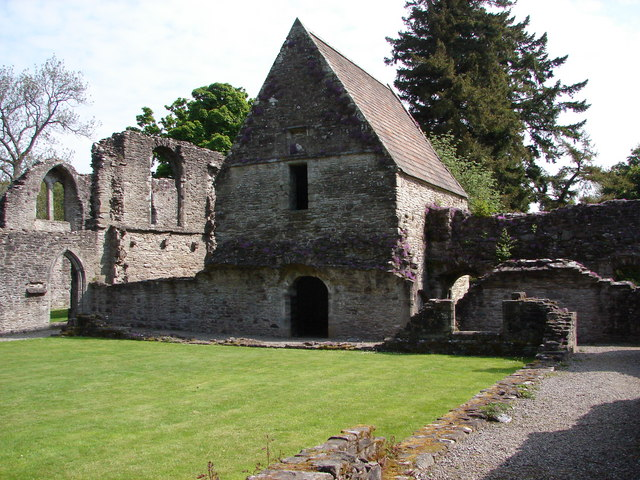
Prieuré d'Inchmahome, sur une île du Lac de Menteith où l'infante Mary trouva refuge pendant l'invasion.

L'armée du duc de Somerset était composée pour partie des contingents traditionnellement levés dans les comtés par les Commissions of Array, armés d'arcs long et d'anicroches comme à la bataille de Flodden Field, trente ans auparavant ; mais Somerset avait aussi recruté plusieurs centaines de mercenaires arquebusiers allemands, un important train d’artillerie et 6 000 cavaliers dont un contingent d’arquebusiers montés italiens, sous les ordres de Don Pedro de Gamboa. Ce mercenaire basque et ses carabiniers introduisit pour l'occasion la tactique de la « caracole », typique des troupes montées armées d'une escopette. La cavalerie était commandée par Lord Grey de Wilton, Haut Sénéchal de l'armée, et l'infanterie par le comte de Warwick, Lord Dacre de Gillesland et le duc de Somerset lui-même. William Patten, officier anglais, a dénombré au total 16 800 hommes d'armes et 1 400 pontonniers.
Somerset progressa le long de la côte orientale de l’Écosse pour maintenir le contact avec la flotte qui assurait son ravitaillement. Les frontaliers écossais harcelaient son armée sans toutefois réellement retarder sa marche. Plus à l'ouest, un corps expéditionnaire de 5 000 hommes, menés par Thomas Wharton (en) et le comte de Lennox dissident, amorça une manœuvre de diversion le 8 septembre 1547. Ils s'emparèrent de Castlemilk dans l'Annandale et, au terme d'âpres combats pour la prise de l'église fortifiée, incendièrent Annan.
Pour barrer aux Anglais la route d'Édimbourg, le comte d'Arran avait levé une grande armée formée principalement de piquiers et de contingents d'archers des Highlands. Arran disposait aussi d'un grand nombre de bombardes, apparemment moins mobiles ou moins bien maîtrisées, cependant, que celles du duc de Somerset. Sa cavalerie ne comptait que 2 000 frontaliers, placés sous les ordres du comte de Home. L'infanterie de piquiers était commandée par le comte d'Angus, le comte de Huntly et Arran lui-même. Selon le comte de Huntly, l'armée écossaise comptait entre 22 000 et 23 000 hommes (mais les sources anglaises avancent l'effectif de 36 000 hommes).
Le comte d'Arran occupa les coteaux de la rive ouest de l'Esk (en) pour barrer la route au comte de Somerset. Il tenait le Firth of Forth sur son flanc gauche et une grande tourbière couvrait son aile droite. Quelques moles couverts de fascines servaient de redoute pour les bombardes et les arquebuses.

### Premier jour

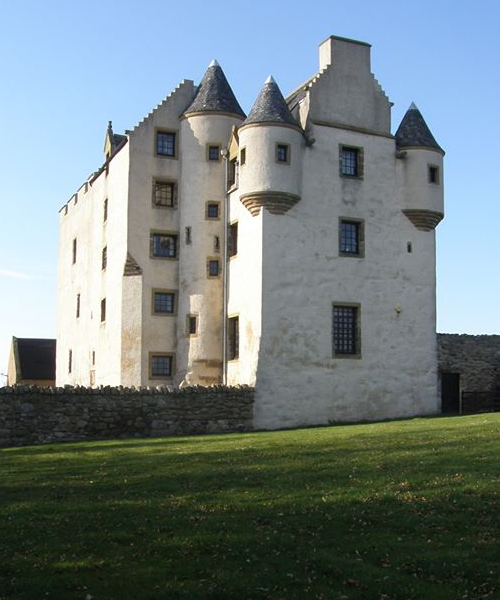
Le château de Fa'side, en East Lothian

Le 9 septembre, le duc de Somerset fait prendre position à une partie de son armée sur Falside Hill (lieu-dit actuel de Fa'side, qui a donné son nom au château de Fa'side), 5 km à l'est du camp fortifié de comte d'Arran. Dans un geste chevaleresque, le comte de Home s'avance avec 1 500 cavaliers face aux positions anglaises et lance un défi à la cavalerie anglaise : qu'elle délègue un égal nombre de chevaliers pour le combat. Avec la demi-approbation du duc de Somerset, Lord Grey accepte de relever le défi et engage les Écossais avec 1 000 hommes d'armes et 500 estradiots. Bientôt les chevaliers écossais sont taillés en pièce et prennent la fuite vers l'ouest pendant 5 km : cette action a coûté au comte d'Arran l'élite de sa cavalerie.

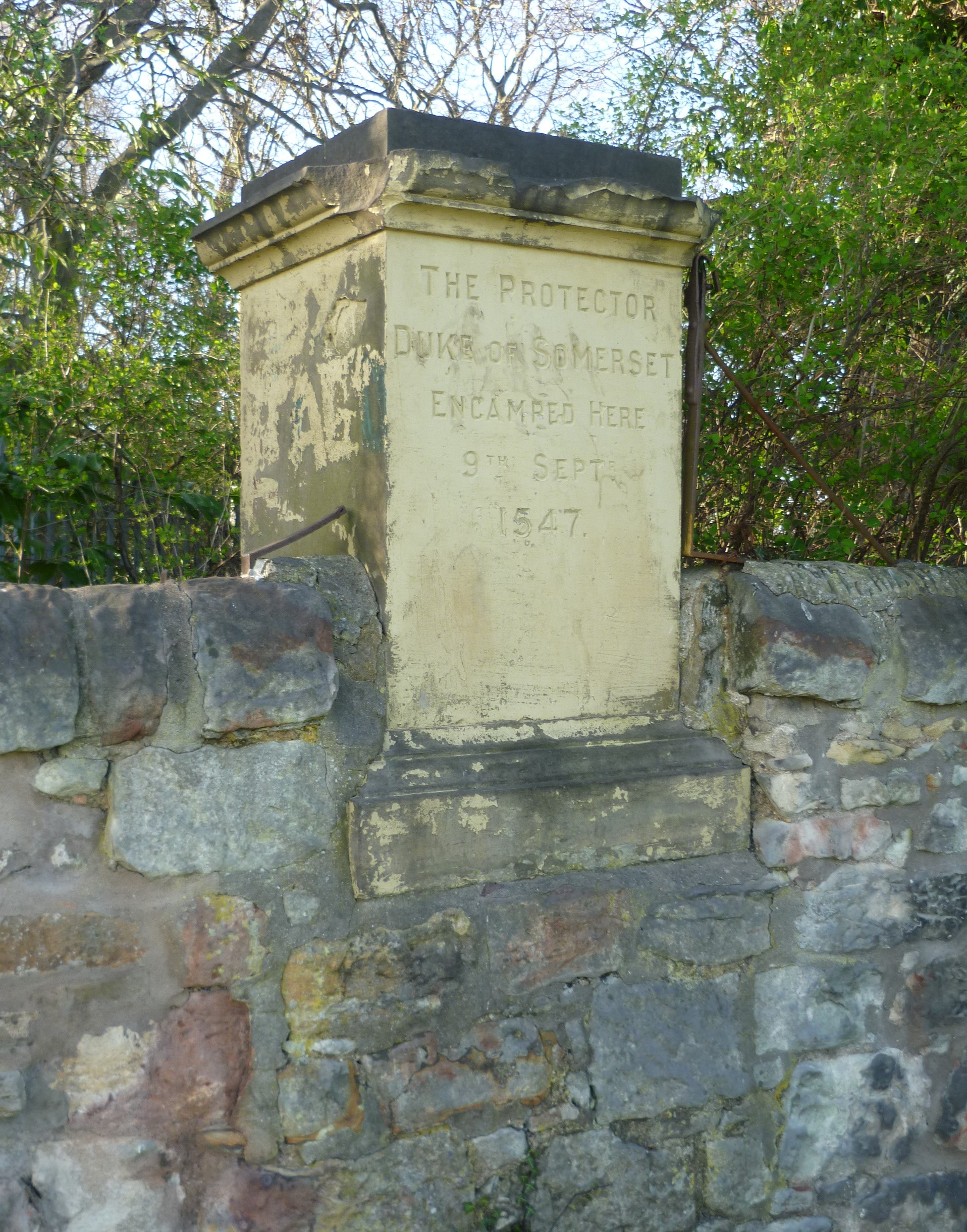
Pierre marquant l’emplacement du camp anglais à Inveresk.

Un peu plus tard, le duc de Somerset envoie un détachement appuyé de canons occuper les coteaux d'Inveresk, qui dominent les retranchements écossais. Puis au cours de la nuit, Somerset reçoit deux nouveaux défis du général écossais : d'abord une proposition de duel en combat singulier puis une joute opposant 20 champions de chaque camp ; Somerset repousse les deux propositions.

### Deuxième jour

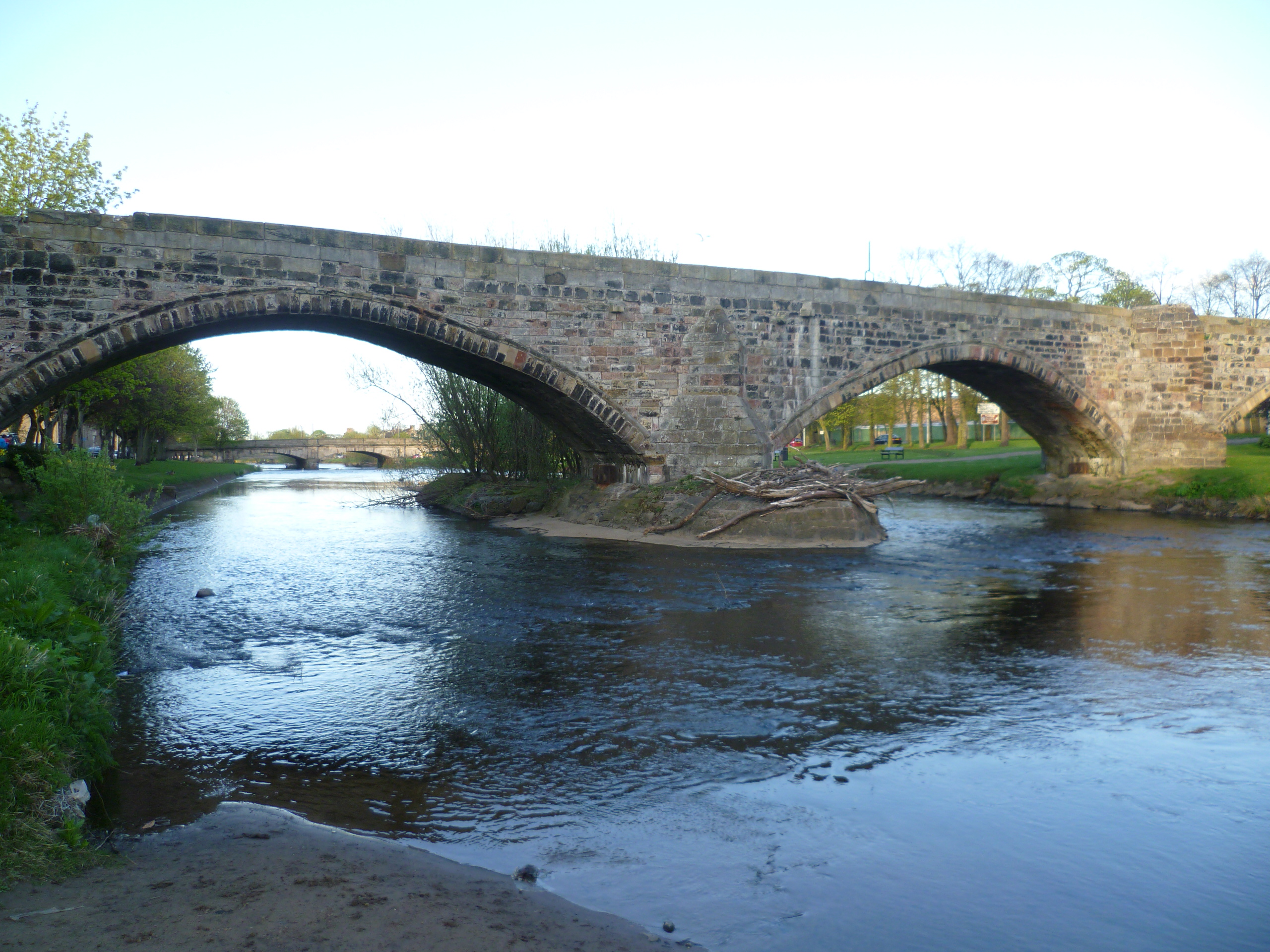
Le pont romain sur l'Esk

Au matin du samedi 10 septembre, Somerset fait converger son armée vers le corps expéditionnaire d'Inveresk. Il découvre que le comte d'Arran a fait franchir l'Esk à son armée par le pont romain et marche à présent à vive allure contre lui. Arran était en effet conscient d'être surclassé par l'artillerie ennemie et avait donc décidé d'engager le corps à corps le plus rapidement possible.
L'aile gauche des Écossais se trouvait alors à portée de canon des vaisseaux britanniques : les tirs des navires la repoussèrent en désordre contre le centre écossais ; quant à l'aile droite, elle était à présent attaquée par la cavalerie anglaise, dépêchée pour ralentir la progression du comte d'Arran ; mais les piquiers écossais infligèrent de lourdes pertes à cette cavalerie légèrement armée : son commandant, Lord Grey, eut la bouche et la mâchoire transpercées.
L'armée écossaise était toutefois fixée, et désormais sous les tirs de l'artillerie, des archers et des arquebusiers anglais. Lorsqu'elle fut mise en déroute, l'élite de la cavalerie anglaise, commandée par John Luttrell (en), se lança à la poursuite des fuyards, notamment tous ceux qui tentaient de repasser l'Esk ou fuyaient par la tourbière, et il y eut grand massacre.

## Analyse
Bien que les Écossais eussent crié à la trahison dans leurs rangs, on peut dire qu'en cette affaire, une armée de la Renaissance a vaincu une armée médiévale. Henri VIII s'était efforcé depuis des années de mettre sur pied les forces terrestres et navales, qui ont permis la victoire du duc de Somerset. Pourtant, l'historien militaire Gervase Phillips réhabilite la tactique écossaise, remarquant que le mouvement d'Arran hors de sa position sur l'Esk était une réponse raisonnée aux manœuvres combinées de l'ennemi ; mais dans une analyse de la bataille rédigée en 1877, le commandant Sadleir Stoney estime que « n'importe quel tacticien amateur sait qu'il est périlleux de modifier ses lignes sous le feu ennemi. » Les premiers commentateurs comme John Knox voyaient dans ce mouvement de troupe la cause de la défaite et en attribuaient l’ordre à l'influence des seigneurs locaux : l'abbé de Dunfermline George Durie (en), et Hugh Rig de Carberry. Marcus Merriman (en) affirme que les retranchements écossais étaient ce qui s'est jamais fait de mieux dans le pays.
Phillips impute la défaite à la panique qui a suivi la charge de cavalerie anglaise, et cite l'éloge qu'a fait William Patten du comportement des piquiers du comte Angus. Merriman voit dans l'échec du duc de Somerset à frapper et prendre d'assaut Édimbourg et Leith une « occasion manquée » et une « bévue magistrale » qui lui a coûté la guerre. En 1548, le maître d'Artillerie écossais, Lord Methven, était d'avis que la bataille avait été perdue par la faveur de la politique anglaise en Écosse même, et par l'impréparation et la hâte désordonnée de l'armée écossaise ce jour-là.

## Conséquences

### Désastre de la politique de Somerset ou continuité d'Henri?
Les premières études sur la conséquence de la bataille ne comprirent que peu la position du protecteur Somerset. L'historien Albert F. Pollard (16 décembre 1869 - 3 août 1948) montre ainsi que des études alors classiques ont pourtant une méconnaissance du sujet. La première de ces études déclare que « Henri, au faîte de sa puissance, a refusé la remise en question de l'indépendance féodale de l'Écosse [et] le duc de Somerset s'est résolu à distinguer son protectorat en ravivant […] les prétentions de l'Angleterre pour le contrôle de l'île entière ». La seconde conclut que « l'effet immédiat [de la victoire à Pinkie Cleugh] fut de détruire tous les travaux des années patientes mais fermes de diplomatie d'Henri et d'aboutir à ce que Marie soit envoyée en France, mariée au dauphin, et mise en place comme rivale catholique à Élisabeth ». Cependant, la diplomatie d'Henri pouvait difficilement être vue comme patiente : il demanda de ses alliés en Écosse plus qu'ils ne pouvaient sans avoir les moyens de les soutenir et, lorsque sa politique connue un échec avec l'annulation du Traité de Greenwich, il lança les guerres du rough wooing. Ainsi, le protecteur Somerset ne raviva pas les prétentions anglaises et ne détruisit pas la diplomatie de son successeur : il se posa simplement dans la continuité, mettant plus l'accent sur le conflit religieux que sur le mariage. Par ailleurs, l'accession d'Élisabeth au trône était très improbable à ce moment, puisqu'elle succéda à trois personnes, et il est donc excessif de tenir Somerset pour responsable des conflits entre Marie et Élisabeth.

### L'épître
Après la victoire, le protecteur Somerset écrivit An epistle to Exhortacion to Unicie and Peace. Cet ouvrage de propagande visait à persuader les Écossais des bienfaits du mariage entre Marie et Edward, et il circula en février 1548 dans les Lowlands. La rédaction est faite pour ne pas choquer les sentiments des Écossais : tandis que son prédécesseur désignait Jacques V d'Écosse comme « roi prétendu » et « usurpateur », il s'y réfère par « votre dernier roi » et « prince de grande excellence ». Il propose également de supprimer la mention d'Angleterre et d'Écosse pour nommer l'ensemble Grande-Bretagne, de ne pas changer les lois d'Écosse (« différents endroits ont besoin de différentes lois ») et il met en avant les avantages stratégiques d'une union :

« Nous ne comptons pas déshériter votre Reine, mais faire que ses héritiers soient aussi ceux d'Angleterre. Ces peurs inutiles et idées fantasques de conquérir votre nation et d'en changer les lois vous viennent de ceux qui préféreraient vous voir tous conquis, dépouillés et assassinés, afin qu'ils exercent leur désir de pouvoir. Si nous étions fait un par amitié nous serions plus aptes à nous défendre contre les nations ; la mer comme mur et Dieu pour défense devrait faire d'une monarchie si noble que nous ne serions pas honteux dans la paix ni effrayé dans la guerre ; pourquoi ne devriez-vous pas être désireux du même, et avoir autant de raisons de vous en réjouir que nous ? »

### Conditions
Contrairement à Henri VIII qui fit signer à certains des prisonniers de la bataille de Solway Moss de le reconnaître comme suzerain, Somerset fit signer à ceux de Pinkie Cleugh une promesse d'aide pour le mariage.